# Neutor (Arnstadt)

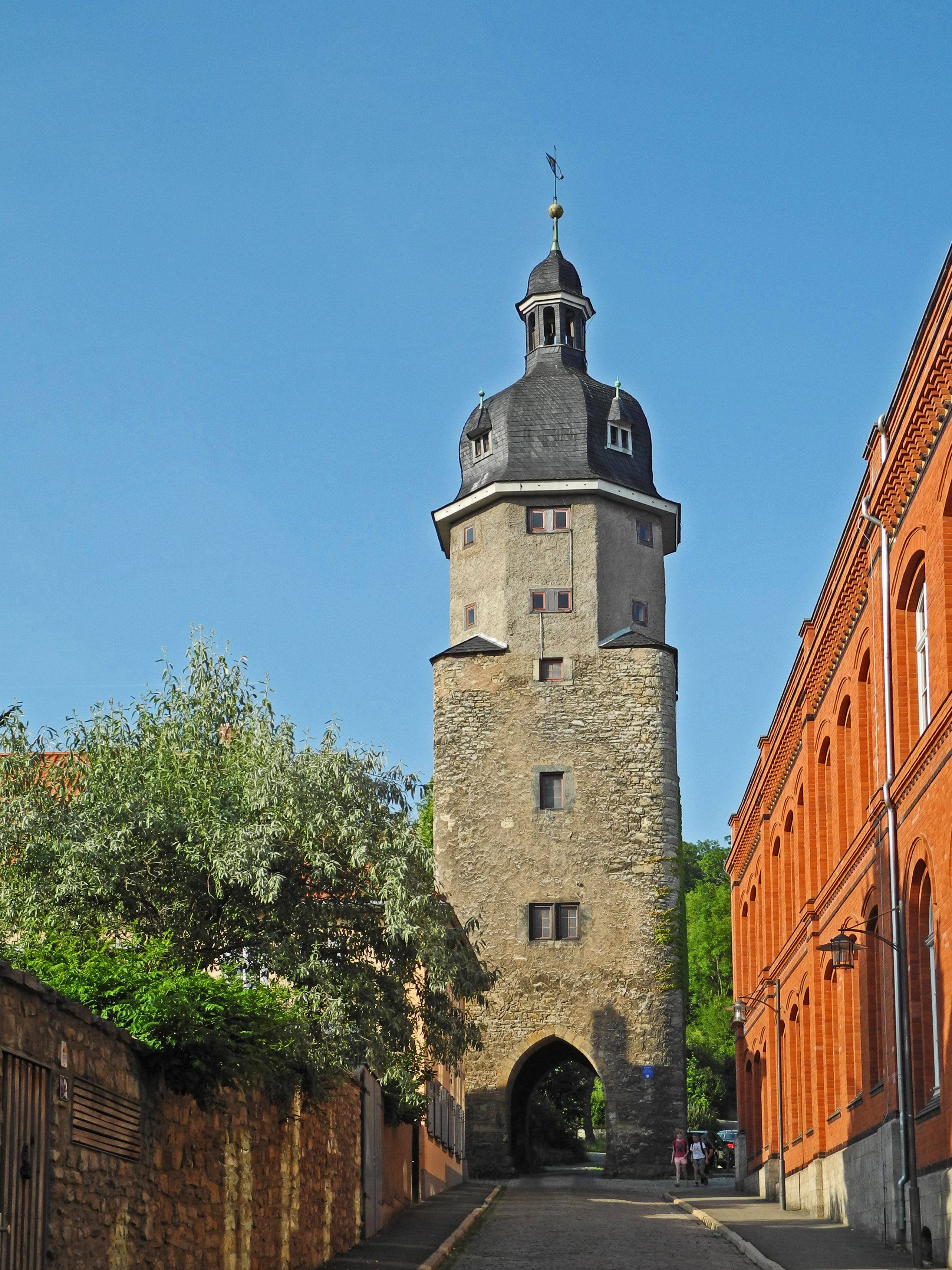
Arnstadt, Neutor (2017)

Das Neutor, wegen seines hohen Turmes auch bekannt als Neutorturm, ist ein ehemaliges Stadttor und Teil der mittelalterlichen Stadtbefestigung der Stadt Arnstadt in Thüringen.

## Geschichte
Der Neutorturm liegt im Süden des mittelalterlichen Stadtkerns von Arnstadt und diente als Teil der Arnstädter Stadtbefestigung einst als Wachturm und Stadttor. Seine baulichen Ursprünge liegen im Anfang des 15. Jahrhunderts, als er bei einem Ausbau der Stadtmauer nachträglich in diese eingefügt wurde. 1448 wurden das achteckige Obergeschoss und seine Spitze errichtet, und 1789 erhielt er einen vergoldeten Turmknopf.
Bis Ende des 19. Jahrhunderts diente der Turm auch dem Brandschutz, da im Turmkopf ein Feuerwächter wohnte, der im Brandfall Alarm gab.
Die früher im Turm befindliche Glocke wurde 1942 während des Zweiten Weltkriegs eingeschmolzen.
Der Neutorturm ist neben dem Riedturm eines von zwei erhaltenen Toren der Arnstädter Stadtbefestigung und steht auf der Liste der Kulturdenkmale in Arnstadt.

## Brand des Turms 2024

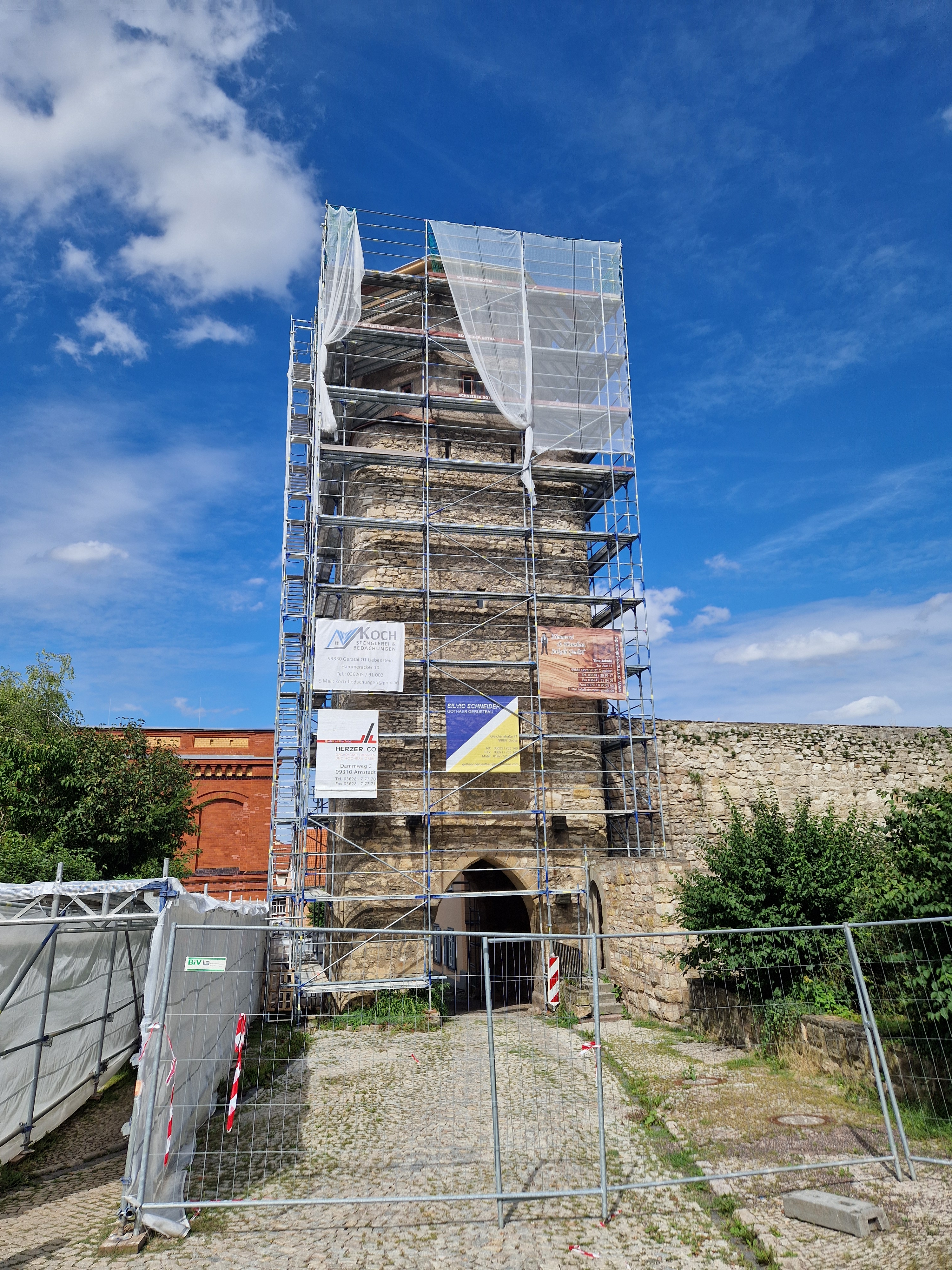
Der Neutorturm während der Sanierung im August 2024

Am 14. April 2024 brannte der Dachstuhl des Turmes aus. Die Staatsanwaltschaft Erfurt ermittelte in der Folge gegen mehrere Personen wegen Brandstiftung. Nach ersten Schätzungen entstand ein Sachschaden von 500.000 Euro.
Bis zum September 2024 wurde eine erste Sanierung des Turmes abgeschlossen. So wurden ein Notdach errichtet und Brandspuren sowie Schäden durch das Löschwasser beseitigt. Ab 2025 soll der abgebrannte Turmkopf wieder aufgebaut werden, die Stadtverwaltung Arnstadt hat dazu bis September 2024 Spenden von rund 100.000 Euro erhalten.